# هيراكاتا (أوساكا)
هيراكاتا (枚方市 باليابانية) هي مدينة تقع في محافظة أوساكا اليابانية. تم إنشاؤها في عام 1947. في عام 2003 تم تقدير عدد سكانها بحوالي 404,884 نسمة موزعين على مساحة 65.07 كم² بمعدل كثافة سكاني قدره 6222.28 شخص في كل كم². كما يوجد في المدينة متنزه يطلق عليه متنزه هيراكاتا.

## توأمة
لهيراكاتا (أوساكا) اتفاقيات توأمة مع كل من:
- شانغهاي
- Changning, Shanghai [الإنجليزية]‏
- بيتسوكاي [الإنجليزية]‏ (2 فبراير 1987 - )

## أعلام
- تاكايوكي فوكومورا
- يوجي هينو
- هيكارو ناكامورا
- تورو أرايبا
- ماساهيتو نوتو

## وصلات خارجية
الموقع الرسمي لمدينة هيراكاتا